# Babyrousa togeanensis
Babyrousa togeanensis är en art i släktet hjortsvin som förekommer på små öar nära Sulawesis huvudö. Populationen antogs fram till 2001 tillhöra en annan art av hjortsvin (Babyrousa babyrussa). De svenska trivialnamnen togianhjortsvin och malengehjortsvin förekommer för arten.

## Utbredning
Artens utbredningsområde är Togianöarna som ligger i Tominibukten. Enligt lokalbefolkningen har individerna förmåga att simma sträckan till en närliggande ö. Liksom för andra hjortsvin utgörs habitatet av områden kring vattendrag och pölar i regnskogar.

## Utseende
Detta hjortsvin blir 88 till 106 cm långt (huvud och bål) och svanslängden är 27 till 30 cm. Vikten är för hannar cirka 100 kg vilket gör arten störst i släktet. Honornas storlek motsvarar ungefär två tredjedelar av hannarnas storlek. Babyrousa togeanensis bär mer hår än Babyrousa celebensis men inte lika mycket som Babyrousa babyrussa. Kroppen har på ovansidan en mörk färg med ljusa rödbruna till svarta hår samt med några gyllene hår inblandade. Buken, extremiteternas insida och ibland ansiktets nedre delar är vitaktiga. Arten har en tofs vid svansens spets. Liksom hos andra hjortsvin genomborrar de övre hörntänder huden som täcker överkäken och de är bakåtböjda.

## Ekologi
En flock har upp till 11 medlemmar. Den kan bildas av ett föräldrapar med ungar eller av en hanne med flera vuxna honor. Ensamma exemplar är vanligt förekommande. För övrigt antas att levnadssättet är lika som hos andra hjortsvin.
Individerna vilar ofta under dagens hetaste timmar i gropar med slam.

## Status
Befolkningen på ögruppen består främst av muslimer som avstår från svinkött som föda, och därför är jakt från människa ett mindre hot. Beståndet hotas istället främst av skogens omvandling till kulturlandskap, och av skogsbränder som kan minska hjortsvinets tillgång till föda. Ögruppen ingår sedan 2004 i en större nationalpark och dessutom är Babyrousa togeanensis skyddad enligt indonesisk lag. IUCN uppskattar att det finns 2 500 vuxna exemplar och listar arten som starkt hotad (EN).